# سه غریبه همسان
سه غریبه همسان (انگلیسی: Three Identical Strangers) فیلمی مستند به کارگردانی تیم واردل است که در سال ۲۰۱۸ منتشر شد. این فیلم سه برادر سه‌قلو را نشان می‌دهد که در شش‌ماهگی به خانواده دیگری داده شده‌اند بدون این‌که خانواده‌ها بدانند بچه‌ها برادر دیگری دارند. این جدایی بخشی از تحقیقات علمی سرشت و پرورش برای مطالعه دوقلوهاست که می‌خواهد رشد خواهر و برادرهای از لحاظ ژنتیکی همسان را در شرایط ناهمسان بررسی کند. این مستند با استفاده از تصاویر آرشیوی و مصاحبه‌هایی در زمان حال، نشان می‌دهد که چگونه برادران در سن ۱۹ سالگی یکدیگر را پیدا می‌کنند و سپس به دنبال درک شرایط جدایی خود هستند.